# Le Plessis-Brion
Le Plessis-Brion é uma comuna francesa na região administrativa de Altos da França, no departamento de Oise. Estende-se por uma área de 7,47 km². Em 2010 a comuna tinha 1 390 habitantes (densidade: 186,1 hab./km²).